# Zeche Cleflappen
Die Zeche Cleflappen ist ein ehemaliges Steinkohlenbergwerk in Mülheim-Heißen. Das Bergwerk war auch unter dem Namen Zeche Hoffräthsbanck bekannt und wurde später umbenannt in Zeche Klefflappen.

## Bergwerksgeschichte
Mindestens seit dem Jahr 1713 wurde auf dem Bergwerk bereits Steinkohle abgebaut, später wurde das Bergwerk in Fristen gesetzt. Im Jahr 1733 erfolgte die Wiederinbetriebnahme. In Unterlagen wurde vermerkt, das alte deferirte Werk, der Cleflappen. Im Jahr 1750 klagten die Gewerken der Zeche Cleflappen über die Vorgehensweise der Gewerken der Zeche Blumendelle, diese würden ihnen das Aufschlagwasser für ihre Wasserräder wegnehmen. 
In den Unterlagen stand zu lesen:
Als Folge dieser Streitigkeit wurde später eine Rosskunst zum Betrieb der Pumpenkünste errichtet. Im Jahr 1765 erfolgte eine neue Belehnung, wozu auch das Feld Gitzkiel gehörte. Etwa um das Jahr 1780 wurde die Zeche Cleflappen erneut in Fristen gesetzt. Um das Jahr 1796 wurde die Zeche Cleflappen umbenannt in Zeche Klefflappen.

## Klefflappen
Die Zeche Klefflappen in Mülheim-Heißen ist um das Jahr 1796 durch eine Umbenennung der Zeche Cleflappen entstanden. Im Jahr 1812 wurde die Zeche wieder in Betrieb genommen, beginnend mit diesem Jahr mussten die Gewerken Zubußen zahlen. Im Jahr 1813 wurden zwei tonnlägige Schächte abgeteuft. Die Schächte wurde bis auf ein 3½ Fuß mächtiges Flöz geteuft. Aufgrund von Wasserzuflüssen wurde die Zeche wieder außer Betrieb genommen. Im Jahr 1814 wurde die für die Wasserhaltung zuständige Rosskunst durch eine Wasserhaltungsdampfmaschine ersetzt. Es waren ein Kunstschacht und ein Förderschacht in Betrieb, beide Schächte waren tonnlägig geteuft. Der Kunstschacht hatte eine seigere Teufe von 11½ Lachtern (15 Lachter tonnlägig) und der Förderschacht war 12 Lachter tonnlägig. Im selben Jahr wurden zunächst Ausrichtungs- und Vorrichtungsarbeiten getätigt, später wurde mit dem Abbau begonnen. 
Im Jahr 1816 wurden auf der Gesenksohle Vorrichtungsarbeiten durchgeführt. Im darauffolgenden Jahr wurde weiter Abbau betrieben. Im Jahr 1819 belief sich die Summe der seit dem Jahr 1812 zu zahlenden Zubußen auf 140.000 Taler. Im Mai desselben Jahre wurde der Abbau eingestellt und die Grube geraubt. Am 3. Juni desselben Jahres wurde das Inventar verkauft, die Dampfmaschine wurde von der Zeche Vereinigte Sellerbeck übernommen. Im Jahr 1821 wurde ein Tagtrieb aufgefahren und ab April desselben Jahres wurde am Schacht Wilm abgebaut. Ab Oktober des Jahres 1821 wurde die Zeche Klefflappen stillgelegt. Im Jahr 1847 wurde die Zeche Klefflappen durch die Zeche Hammelsbeck übernommen.